# Transistor à atome unique

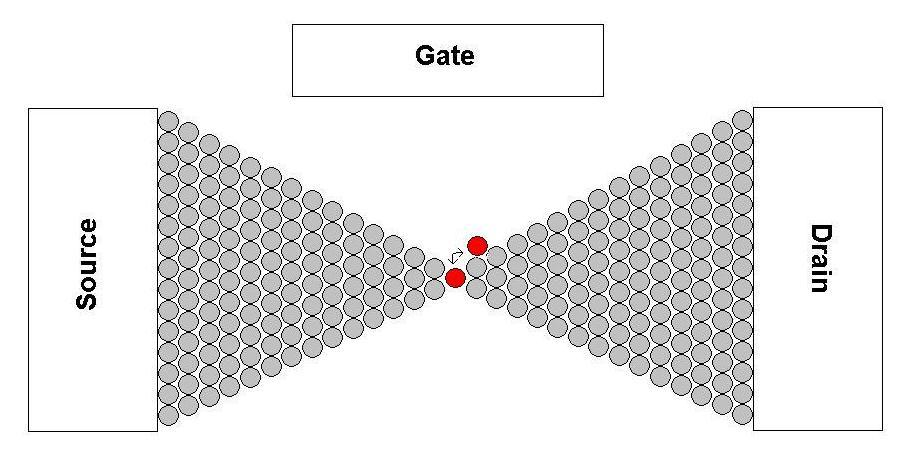
Cette image montre la structure d'un transistor atomique.

Un transistor à atome unique est un dispositif qui peut ouvrir et fermer un circuit électrique par le repositionnement contrôlé et réversible d'un seul atome. Le transistor à atome unique a été inventé et démontré pour la première fois en 2004 par le professeur Thomas Schimmel et son équipe de scientifiques de l'Institut de technologie de Karlsruhe (ancienne université de Karlsruhe). Au moyen d'une petite tension électrique appliquée à une électrode de contrôle, appelée électrode de grille, un seul atome d'argent est déplacé de manière réversible dans et hors d'une minuscule jonction, fermant et ouvrant ainsi un contact électrique.
Par conséquent, le transistor à atome unique fonctionne comme un commutateur ou un relais atomique, où l'atome commutable ouvre et ferme l'espace entre deux minuscules électrodes appelées source et drain,,. Le transistor à un seul atome ouvre des perspectives pour le développement des futures logiques à l'échelle atomique et de l'électronique quantique.
En même temps, le dispositif de l'équipe de chercheurs de Karlsruhe marque la limite inférieure de la miniaturisation, car il est impossible de produire par lithographie des éléments de taille inférieure à un atome. Le dispositif représente un transistor quantique, la conductance du canal source-drain étant définie par les règles de la mécanique quantique. Il peut fonctionner à température ambiante et dans des conditions ambiantes, c'est-à-dire qu'il ne nécessite ni refroidissement ni vide.
Quelques transistors atomiques ont été mis au point à l'université de Waseda et au CNR italien par Takahiro Shinada et Enrico Prati, qui ont observé la transition Anderson-Mott en miniature en utilisant des réseaux de seulement deux, quatre et six atomes d'As ou de P implantés individuellement.